# J. T. 샤그와

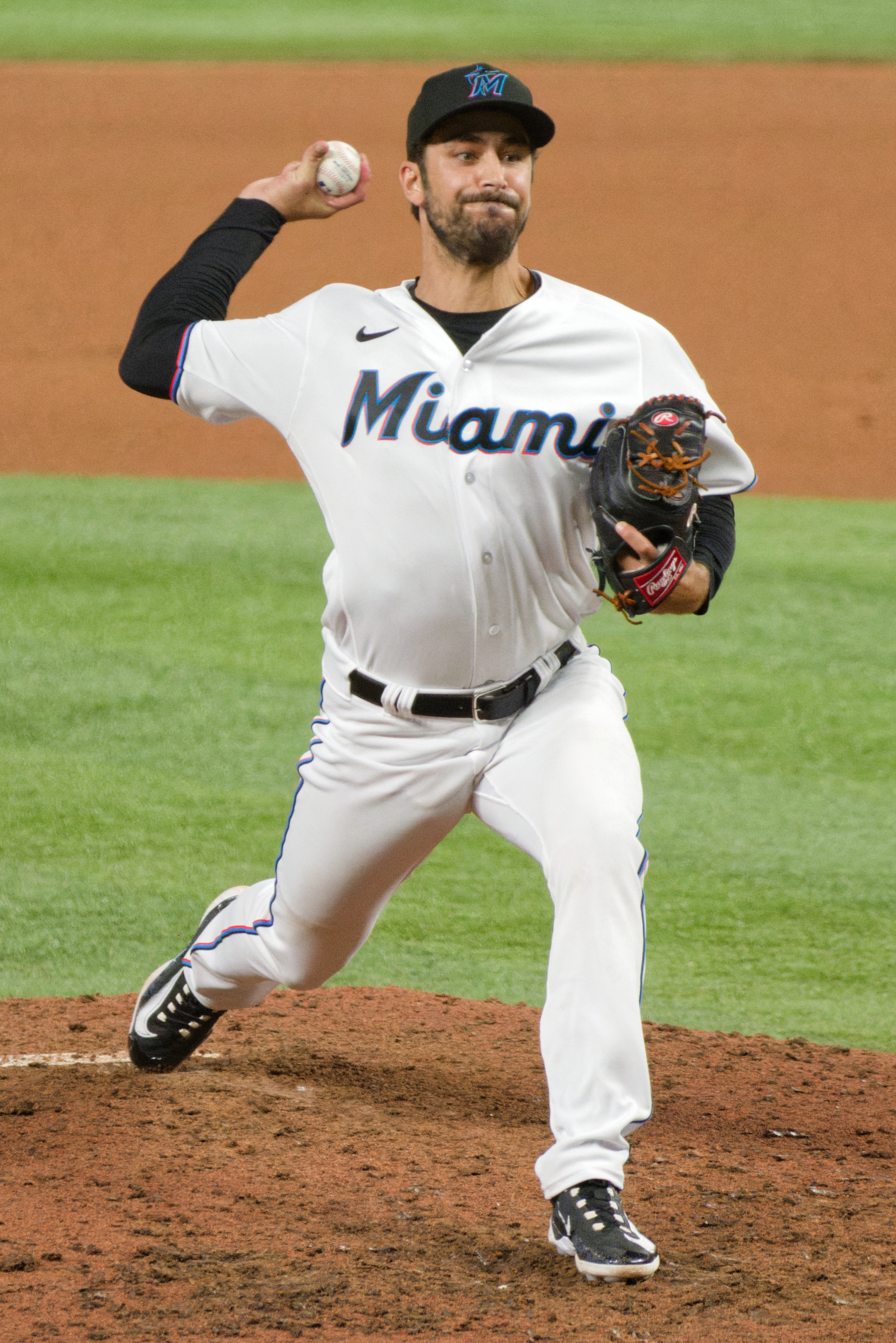
2023년 모습

J. T. 샤그와(J. T. Chargois, 본명: 존 토머스 샤그와, Jon Thomas Chargois, 1990년 12월 3일 ~ )는 미국 프로 야구 투수이자 메이저 리그 베이스볼(MLB) 마이애미 말린스의 투수이다. 이전에 MLB에서 미네소타 트윈스, 로스앤젤레스 다저스, 시애틀 매리너스, 탬파베이 레이스, 일본 프로야구(NPB)의 도호쿠 라쿠텐 골든 이글스에서 활약했다.

## 경력

### 아마추어 경력
샤그와는 루이지애나 주 설퍼에 있는 설퍼 고등학교에 다녔다. 고학년인 2009년에 올스테이트 팀에 지명되었다. 그런 다음 라이스 대학교에 등록하여 라이스 올스(Rice Owls) 야구 팀에서 1루수 및 투수로 대학 야구를 했다. 2010년에 샤그와는 알래스카 리그에서 골드 패너스 오브 페어뱅크스(Gold Panners of Fairbanks)와 함께 대학 여름 무도회를 펼쳤고 유명한 미드나이트 썬 게임(Midnight Sun Game)에 출전했다. 2011년에 케이프 코드 베이스볼 리그(Cape Cod Baseball League)의 브루스터 화이트캡스(Brewster Whitecaps)와 함께 대학 여름 야구를 했으며 리그 올스타로 선정되었다. 3학년이었던 2012년에 51경기에서 .323의 타율과 함께 37+2⁄3 구원 이닝 동안 2.15의 방어율(ERA)로 4-1의 승패 기록을 세웠다.

### 미네소타 트윈스
미네소타 트윈스는 2012년 MLB 드래프트에서 전체 72순위로 2라운드 투수로 샤르고스를 선택했다. 트윈스와 계약하여 $712,600의 계약 보너스를 받았다. 루키 레벨 애팔래치아 리그의 엘리자베스턴 트윈스(Elizabethton Twins)에서 12경기에 출전하여 방어율 1.69를 기록하고 16이닝 동안 5세이브를 기록했다. 2013년에 토미 존 수술을 받았다. 수술에서 회복하여 2013년과 2014년 시즌을 놓친 후, 2014년 시즌 이후 교육 리그에서 트윈스에 투구했다.
샤그와는 하이-A 플로리다 스테이트 리그(High-A Florida State League)의 포트 마이어스 미라클(Fort Myers Miracle)로 2015 시즌을 시작했다. 15이닝 동안 1-0의 기록과 2.40의 방어율을 기록한 후 Twins는 샤그와를 더블 A 서던 리그(Double-A Southern League)의 채터누가 룩아웃츠로 승격시켰고, 그곳에서 32이닝 동안 1-1의 기록과 2.73의 방어율로 시즌을 마쳤다. 구호 출연. 2015년 시즌 이후 트윈스는 샤그와를 40인 명단에 추가했다. 채터누가에서 2016년 시즌을 시작했고, 11+2⁄3이닝 동안 방어율 1.54를 기록한 후 5월 트리플 A 인터내셔널 리그의 로체스터 레드 윙스로 승격되었다.
6월 10일 트윈스는 샤그와를 메이저 리그로 승격했다. 다음날 보스턴 레드삭스를 상대로 MLB 데뷔전을 치렀고, 2/3이닝 동안 5자책점을 허용했다. 트윈스는 경기가 끝난 후 그를 로체스터로 돌려보냈다. 샤그와는 2016년 올스타 퓨처스 게임에 출연했고 8월 10일에 메이저 리그로 복귀했다. 2016년 트윈스에서 25경기에 출전해 23이닝 동안 1-1의 기록과 4.70의 방어율을 기록했다. 그의 첫 메이저 리그 우승은 9월 10일 클리블랜드 인디언스를 상대로 12이닝 무실점을 기록했던 것이다.
2017년 샤그와는 봄 훈련이 끝날 무렵 로체스터로 선택되었으며, 그곳에서 팀의 마무리가 될 예정이었다. 로체스터에서 두 번 출전한 후 샤그와는 팔꿈치 부상으로 장애자 명단에 올랐다. 스트레스 반응으로 분류되는 부상에서 회복하는 동안 남은 시즌을 놓쳤다.